# Вернер Ган
Вернер Ган (нім. Werner Hahn; 2 жовтня 1901, Крішов — 12 липня 1982) — німецький військовик, штурмбаннфюрер СС.

## Життєпис
Учасник Першої світової війни. В 1919 році у складі добровольчого корпусу брав участь в боях у Прибалтиці. 20 жовтня 1931 року вступив у НСДАП (квиток №850 466) і СС (посвідчення №23 546). З грудня 1937 по лютий 1943 року — командир 3-го штурмбанна 72-го штандарту СС. У складі регулярних частин вермахту брав участь в Польській і Французькій кампаніях, а також в німецько-радянській війні. 21 лютого 1943 року переведений у війська СС, в квітні закінчив гірське училище СС. 17 квітня 1943 року призначений командиром 6-го гірського навчального запасного батальйону. З 15 серпня 1944 року — командир штабу з формування 24-ї гірської дивізії військ СС. В липні 1944 і з 5 грудня 1944 по 10 лютого 1945 року — командир дивізії.

## Звання
- Унтерштурмфюрер СС (26 квітня 1934)
- Оберштурмфюрер СС (20 квітня 1935)
- Гауптштурмфюрер СС (12 вересня 1937)
- Штурмбаннфюрер СС (10 вересня 1939)
- Гауптштурмфюрер резерву військ СС (21 лютого 1943)
- Штурмбаннфюрер військ СС (9 листопада 1943)

## Нагороди
- Залізний хрест 2-го класу (1919)
- Балтійський хрест
- Почесний кут старих бійців
- Почесний хрест ветерана війни з мечами
- Кільце «Мертва голова»
- Спортивний знак СА в сріблі
- Застібка до Залізного хреста 2-го класу (1939)
- Залізний хрест 1-го класу (5 вересня 1940)
- Штурмовий піхотний знак в сріблі (1 жовтня 1940)
- Хрест Воєнних заслуг 2-го класу
- Нагрудний знак «За поранення» в сріблі
- Медаль «За вислугу років у НСДАП» в бронзі (10 років)
- Медаль «За вислугу років у СС» 4-го, 3-го і 2-го ступеня (12 років)